# Fonsecaea
Fonsecaea — рід грибів родини Herpotrichiellaceae. Назва вперше опублікована 1936 року.

## Класифікація
До роду Fonsecaea відносять 11 видів:
- Fonsecaea brasiliensis
- Fonsecaea cladosporium
- Fonsecaea compacta
- Fonsecaea compactum
- Fonsecaea dermatitidis
- Fonsecaea erecta
- Fonsecaea minima
- Fonsecaea monophora
- Fonsecaea multimorphosa
- Fonsecaea pedrosoi
- Fonsecaea pugnacius